# Francolim-de-bico-amarelo
O francolim-de-bico-amarelo (Pternistis icterorhynchus) é uma espécie de ave da família Phasianidae.
Pode ser encontrada nos seguintes países: República Centro-Africana, República Democrática do Congo, Sudão e Uganda.